# InterRégió (Ungarn)

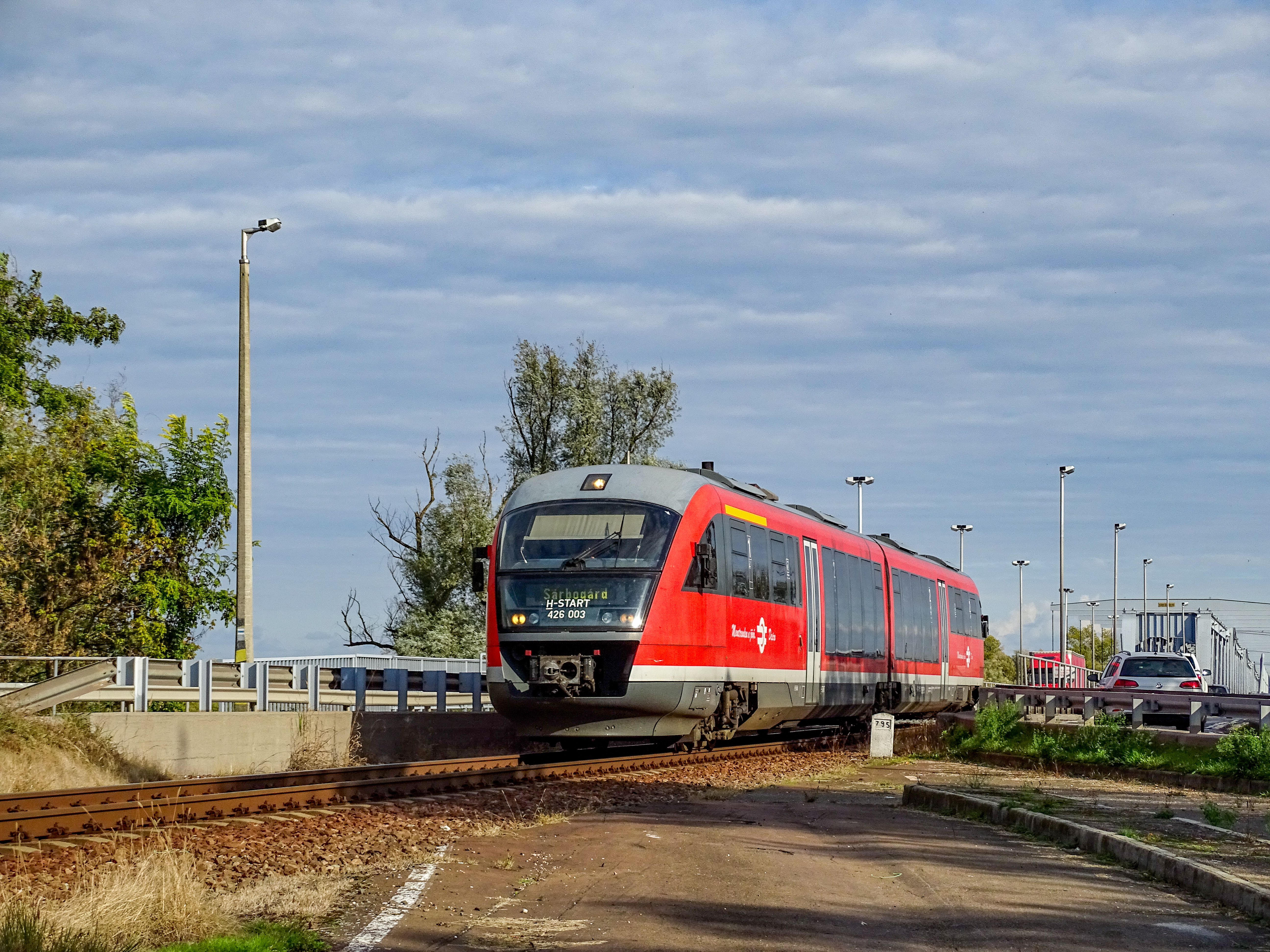
Baureihe 426 als InterRégió in Baja

InterRégió (IR) ist eine Zuggattung der ungarischen Staatsbahn Magyar Államvasutak. Wie auch bei Interregios anderer europäischer Länder verkehren dabei Fahrzeuge mit höherem Komfort auf Linien mit wenigen Unterwegshalten, die dennoch auch mittelgroße Städte an das Fernverkehrsnetz anbinden. Die ersten InterRégió-Züge in Ungarn wurden mit dem Fahrplanwechsel am 13. Dezember 2009 auf der Strecke Dombóvár–Baja–Kecskemét eingeführt.

## Liste von InterRégió-Linien
Die Liste führt alle im Jahr 2023 in Ungarn verkehrenden InterRégió-Linien auf.
| Linie, Name / Zugnummer                                | Laufweg                                                                             | Takt [min] | Anzahl Zugpaare | Fahrzeug- einsatz                                | Vormalige Zuggattung                                 |
| ------------------------------------------------------ | ----------------------------------------------------------------------------------- | ---------- | --------------- | ------------------------------------------------ | ---------------------------------------------------- |
| IR 87 Agria                                            | Budapest-Keleti–Hatvan–Füzesabony–Eger                                              | 60         | 16              | MÁV 415, MÁV 815                                 | InterCity                                            |
| Cívis                                                  | Budapest-Nyugati–Szolnok–Debrecen (–Nyíregyháza–Záhony)                             | 60         | 22              | MÁV 415                                          | InterCity                                            |
| Déli → Parti                                           | Budapest-Déli–Érd alsó–Székesfehérvár–Siófok–Fonyód (–Balatonszentgyörgy–Keszthely) | 120        | 11              | MÁV 415                                          | Sebesvonat (Eilzug)                                  |
| Gemenc                                                 | Székesfehérvár–Sárbogárd–Bátaszék–Baja                                              | 120        | 8               | MÁV 426                                          | Expresszvonat (Expresszug), InterCity                |
| Helikon                                                | Győr–Tapolca–Keszthely–Balatonszentgyörgy–Fonyód–Kaposvár (–Pécs)                   | 120        | 18              | MÁV 426                                          | InterCity                                            |
| Katica                                                 | Budapest-Déli–Székesfehérvár–Balatonfüred                                           |            | 7               | MÁV 415                                          | Sebesvonat (Eilzug)                                  |
| IR 85 Mátra                                            | Budapest-Keleti–Hatvan–Vámosgyörk–Gyöngyös                                          | 60         | 18              | MÁV 415, MÁV 815                                 |                                                      |
| Pannónia                                               | Szombathely–Zalaszentiván–Nagykanizsa–Gyékényes–Barcs–Pécs                          | 120        | 8               | MÁV 426, MÁV 418 + Reisezugwagen                 | InterCity                                            |
| Vízipók                                                | Budapest-Déli–Székesfehérvár–Balatonfüred                                           | 120        | 7               | MÁV 415, MÁV 431 + Reisezugwagen                 |                                                      |
| IR 509                                                 | Miskolc–Füzesabony–Hatvan–Gödöllő–Budapest-Keleti                                   | —          | ein Zug         | MÁV 630 + Reisezugwagen                          |                                                      |
| IR 1991                                                | Sopron–Csorna–Győr–Komárom–Tatabánya–Budapest-Déli                                  | —          | ein Zug         | GySEV 415                                        | Expresszvonat (Expresszug)                           |
| IR 1935, 1943, 1945                                    | Győr–Komárom–Tatabánya–Budapest-Keleti                                              | —          | drei Züge       | MÁV 415                                          | Gyorsított személyvonat (Beschleunigter Personenzug) |
| IR 7800–7811, 8714, 8716, 8717, 8720, 8723, 7892, 7897 | Kecskemét–Kiskunfélegyháza–Kiskunhalas–Jánoshalma–Bácsalmás–Baja                    | 120        |                 | MÁV 416                                          |                                                      |
| IR 19203                                               | Szombathely–Celldömölk–Győr–Komárom–Tatabánya–Budapest-Keleti                       | —          | ein Zug         | MÁV 431 + Reisezugwagen, MÁV 470 + Reisezugwagen | Gyorsvonat (Schnellzug)                              |
| IR 18511                                               | Siófok–Székesfehérvár–Gárdony–Martonvásár–Érd alsó–Budapest-Déli                    | —          | ein Zug         | MÁV 415                                          | Sebesvonat (Eilzug)                                  |